# Yannick Goralik
Yannick Goralik (Berlim, 23 de outubro de 1997) é um jogador de voleibol alemão que atua na posição de central.

## Carreira

### Clube
Goralik começou a jogar voleibol na sua cidade natal no Berlin TSC. Em 2016 o central transferiu-se para o VC Olympia Berlin. Em 2007, após se transferir para o Volleyball Bisons Bühl, conquistou o vice-campeonato da Copa da Alemanha na temporada 2017–18.
Em 2020 o central foi anunciado como o novo reforço do Energiequelle Netzhoppers KW-Bestensee. Disputando a Copa da Alemanha, o atleta novamente foi vice-campeão após ser superado na final pelo United Volleys Frankfurt.

### Seleção
Goralik foi convocado para defender a seleção adulta alemã no Campeonato Europeu de 2021 onde foi derrotado pela seleção italiana nas quartas de final por 3 sets a 0.

## Clubes
| Anos      | Clube                                  |
| --------- | -------------------------------------- |
| 2016–2017 | VC Olympia Berlin                      |
| 2017–2020 | Volleyball Bisons Bühl                 |
| 2020–     | Energiequelle Netzhoppers KW-Bestensee |